# Capua ruficapilla
"Capua" ruficapilla es una especie de polilla de la familia Tortricidae. Se encuentra en Bolivia.